# Jaime Fuster

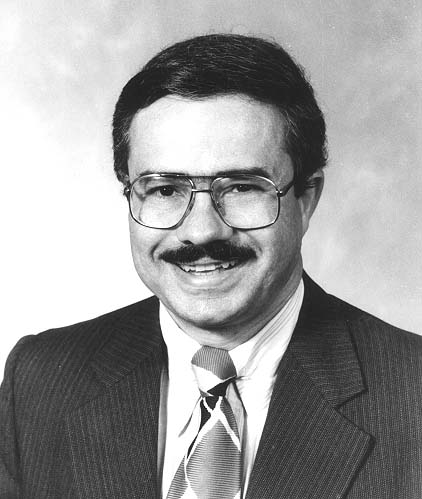
Jaime Fuster

Jaime B. Fuster Berlingeri (* 12. Januar 1941 in Guayama; † 3. Dezember 2007 in Guaynabo) war ein puerto-ricanischer Jurist und Politiker. Zwischen 1985 und 1992 vertrat Puerto Rico als Delegierter (Resident Commissioner) im Repräsentantenhaus der Vereinigten Staaten.

## Werdegang
Jaime Fuster besuchte die öffentlichen Schulen seiner Heimat und studierte danach bis 1962 an der University of Notre Dame in Indiana. Nach einem anschließenden Jurastudium an der juristischen Fakultät der Universität von Puerto Rico sowie an den juristischen Fakultäten der Columbia University und der Harvard University und seiner Zulassung als Rechtsanwalt begann er das Fach Jura an verschiedenen Universitäten zu lehren. Zwischen 1974 und 1978 war er Dekan der juristischen Fakultät der Universität von Puerto Rico. In den Jahren 1980 und 1981 war er als Deputy Assistant Attorney General für das US-Justizministerium tätig. Von 1981 bis 1984 leitete er die Päpstliche Katholische Universität von Puerto Rico. Politisch war er Mitglied der Demokratischen Partei und der puerto-ricanischen Partido Popular Democrático.
Bei den Kongresswahlen des Jahres 1984 wurde Fuster als nicht stimmberechtigter Delegierter für vier Jahre in das US-Repräsentantenhaus in Washington, D.C. gewählt, wo er am 3. Januar 1985 die Nachfolge von Baltasar Corrada del Río antrat. Nach einer Wiederwahl konnte er bis zu seinem Rücktritt am 4. März 1992 im Kongress verbleiben. Er war Mitglied im Committee on Banking, Finance, and Urban Affairs und im Committee on Interior and Insular Affairs. Sein Rücktritt erfolgte nach seiner Ernennung zum Richter am Obersten Gerichtshof von Puerto Rico. Dieses Amt bekleidete er bis zu seinem Tod am 3. Dezember 2007 in Guaynabo.